# Strada Blănari
Strada Blănari este situată în centrul istoric al municipiului București, în sectorul 3.  

## Descriere
Strada este orientată de la est spre vest pe o lungime de circa 200 de metri, între bulevardul Ion C. Brătianu și până la Biserica Sfântul Nicolae Șelari, în dreptul căreia cotește spre nord, îndreptându-se spre strada Doamnei cu care se intersectează după circa 50 de metri.

## Monumente istorice și clădiri
Pe strada Blănari se află Biserica „Sfântul Nicolae” - Șelari, monument înscris pe Lista monumentelor istorice 2010 - Municipiul București - la nr. crt. 441, cod LMI B-II-m-B-18174. Sunt înscrise pe lista monumentelor și imobilul (Clubul Arhitecților) de la nr. 14, cod LMI B-II-m-B-18173, precum și imobilul de la nr. 1 și casele de la numerele 2, 3, 8, 9 și 10 - 12. Casele de la numărul 4 și 6, înscrise și ele pe lista din 2010, nu mai există, prăbușindu-se în 15 mai 2013.

## Galerie de imagini

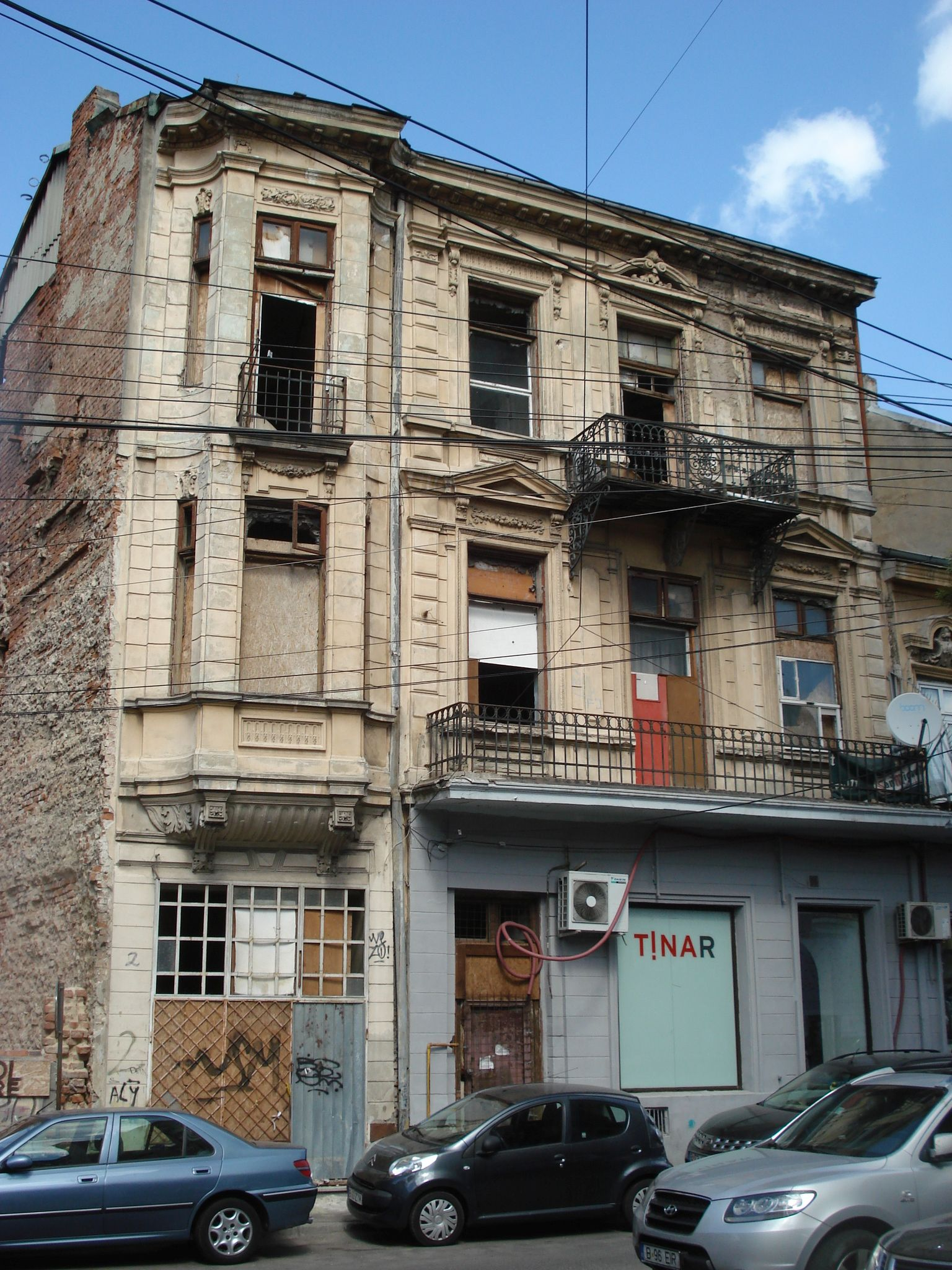
Strada Blănari numărul 2.
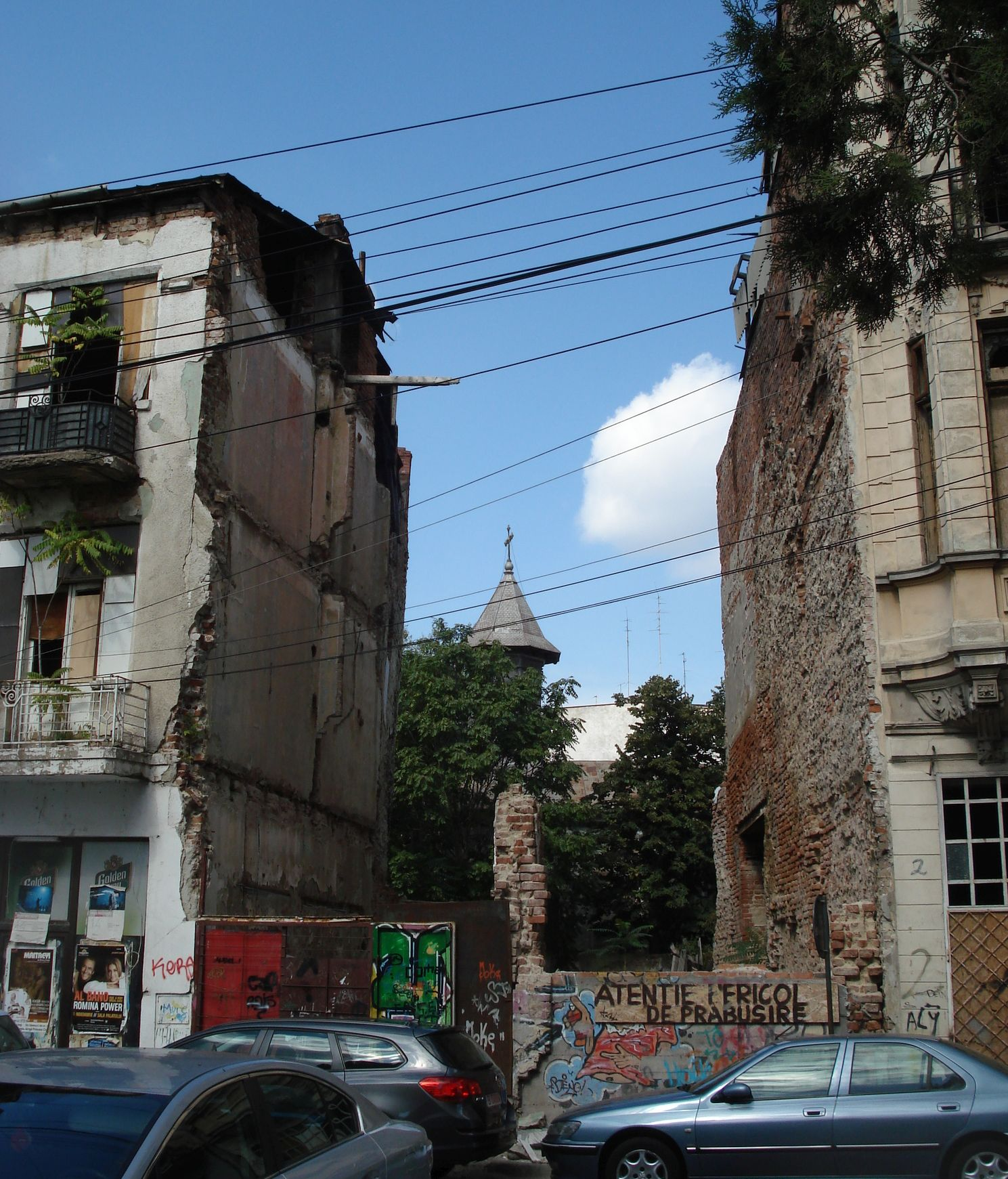
Strada Blănari nr. 4 şi 6 (case prăbuşite).
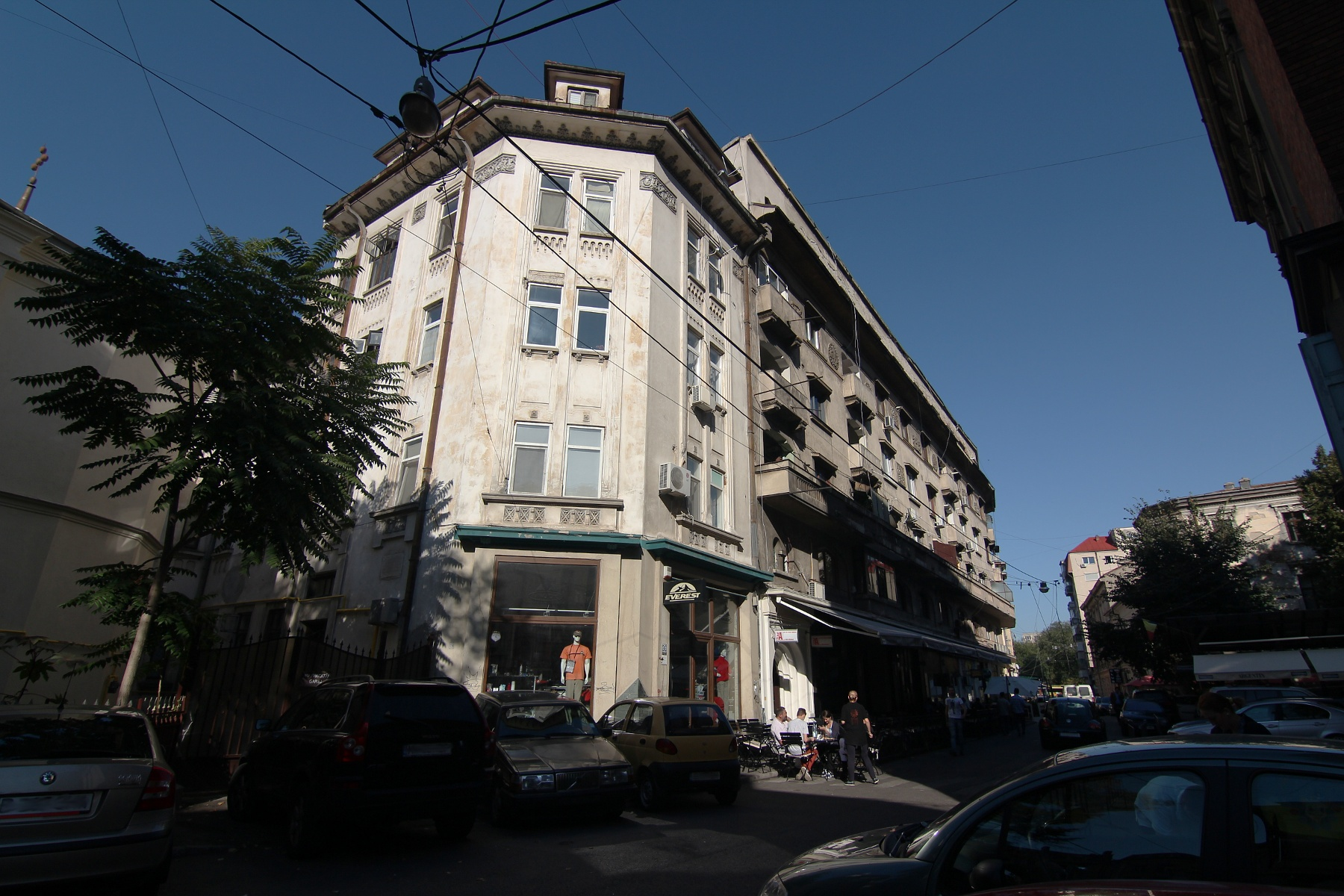
Str. Blănari nr. 10 - 12.
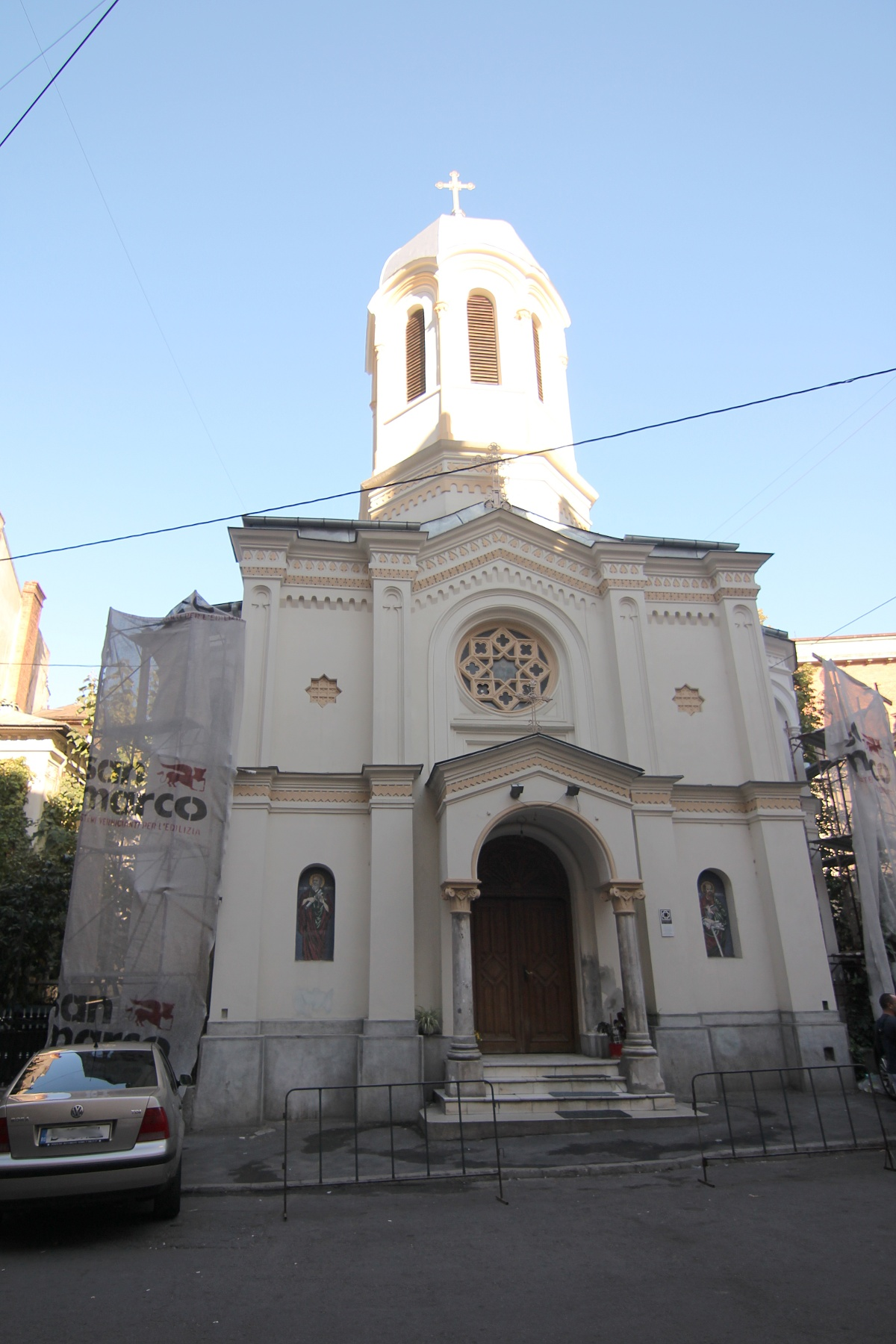
Biserica Sfântul Nicolae Șelari.

## Legături externe
- Strada Blănari pe hartă, www.openstreetmap.org
- Strada Blănari pe Flickr.com